# Asociación de Fútbol de Malta
La Asociación de Fútbol de Malta (MFA) (en inglés: Malta Football Association) es el organismo rector del fútbol en Malta, con sede en La Valeta. Se encarga de la organización de la Liga maltesa, así como los partidos de la Selección de fútbol de Malta en sus distintas categorías. Fundada en 1900, pertenece a la FIFA (desde 1959) y a la UEFA (desde 1960).